# Fiorello La Guardia

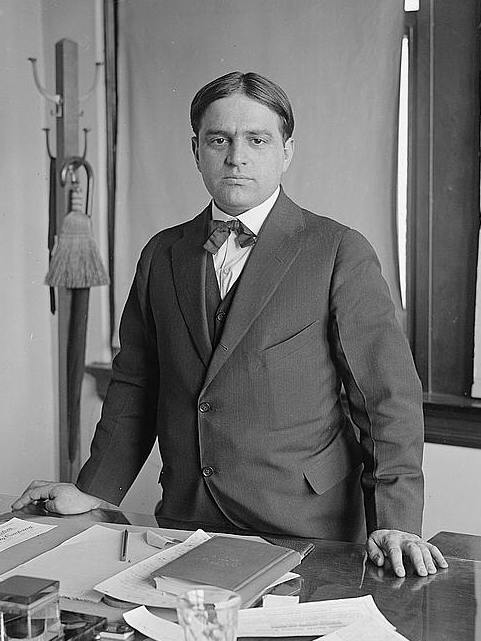
Fiorello La Guardia

Fiorello Enrico „Henry“ La Guardia (* 11. Dezember 1882 in New York City; † 20. September 1947 ebenda) war ein US-amerikanischer Politiker und von 1934 bis 1945 für drei Amtszeiten Bürgermeister der Stadt New York.

## Leben
Fiorello La Guardia wurde in Greenwich Village geboren; sein Vater war Achille La Guardia aus dem italienischen Cerignola, seine Mutter Irene Coen Luzzato stammte aus Triest. Fiorello La Guardia war selbst für die damalige Zeit von auffallend kleiner Statur und hatte eine Körpergröße von nur 157 cm (5 Fuß, 2 Zoll).
La Guardia arbeitete von 1907 bis 1910 als Dolmetscher auf Ellis Island in New York, womit er sein Jurastudium finanzierte. Er nahm 1917/18 in der US-Armee an der italienischen Front zeitweilig am Ersten Weltkrieg teil, wobei er gegen österreichische und deutsche Truppen kämpfte. Nach seiner Rückkehr in die USA war er für die Einwanderungsbehörden sowie als stellvertretender Attorney General des Staates New York tätig, bevor er im Herbst 1916 als Republikaner in das Repräsentantenhaus der Vereinigten Staaten gewählt wurde. Er gehörte dieser Parlamentskammer vom 4. März 1917 bis zu seinem Rücktritt am 31. Dezember 1919 an. Danach war er von 1920 bis 1921 Präsident des Stadtrats (Board of Aldermen) von New York, ehe er am 4. März 1923 in den Kongress zurückkehrte, wo er nach mehrfacher Wiederwahl bis zum 3. März 1933 blieb. Während dieser Zeit war er nicht nur Kandidat der Republikaner, sondern zwischenzeitlich auch der American Labor Party, einer kurzlebigen Partei, die aus der Gewerkschaftsbewegung hervorgegangen war.
Nachdem er die erneute Bestätigung durch die Wähler verfehlt hatte, kehrte La Guardia nach New York zurück und machte sich dort einen Namen als Gegner von Kinderarbeit und der Alkoholprohibition sowie als Befürworter der politischen Gleichberechtigung von Frauen. 1934 wurde er zum Bürgermeister der Stadt gewählt. Er war ein Verwaltungsexperte und brachte die Stadtverwaltung und die katastrophale Finanzlage, die Bürgermeister Jimmy Walker hinterlassen hatte, wieder in Schuss. Nach seiner Wahl bestimmte er Thomas E. Dewey zum Sonderankläger und versuchte damit, die Macht der Tammany Hall zu brechen. Denn Dewey wendete sich gegen das organisierte Glücksspiel, das als geschäftliche Grundlage der klassischen New Yorker Banden wie der Eastman Gang oder der Five Points Gang diente und nun insbesondere von Dutch Schultz, einem Jugendfreund von Lucky Luciano, dem mächtigsten Mafioso der Stadt, organisiert wurde. Schultz wurde wegen Steuerhinterziehung angeklagt, Luciano 1936 zu 30 bis 50 Jahren Haft verurteilt.
La Guardia kümmerte sich auch um öffentliche Wohnbauprojekte – eine seiner ersten Amtshandlungen war die Gründung der New York City Housing Authority (NYCHA) – und er war ein Befürworter der New-Deal-Politik des demokratischen Präsidenten Franklin D. Roosevelt. Als man nach seinem Amtseintritt zum Bürgermeister Einsparungen machen musste, kürzte er sein eigenes Jahresgehalt von 40.000 auf 22.500 Dollar. Allerdings war er auch entschiedener Gegner aller schienengebundenen Oberflächenverkehrsmittel, sein Ziel war, New York straßenbahnfrei zu machen. Dies konnte er weitgehend durchsetzen, es betraf jedoch auch alle Hochbahnsysteme in Manhattan, die geschlossen und abgerissen wurden.
Von 1940 bis 1947 war er der US-amerikanische Kovorsitzende des Permanent Joint Board on Defence.
La Guardia entschied sich 1945 gegen eine vierte Amtszeit und arbeitete stattdessen für die Vereinten Nationen vom 1. April 1946 bis 31. Dezember 1946 als Generaldirektor der United Nations Relief and Rehabilitation Administration (UNRRA). Als er aus dem Amt schied, litt er bereits an Bauchspeicheldrüsenkrebs. Am 20. September 1947 starb er im Alter von 64 Jahren. Seiner Frau Marie hinterließ er 8000 Dollar und ein Haus in der Bronx. Ganz New York trauerte um The Little Flower, wie er in Übersetzung seines Vornamens Fiorello und in Anspielung auf seine geringe Körpergröße genannt wurde.
In New York tragen heute unter anderem der LaGuardia Airport und ein Community College seinen Namen, auch war das La Guardia Committee nach ihm benannt.
La Guardias Leben sollte Ende der 1950er, Anfang der 1960er Jahre mit Lou Costello in der Hauptrolle am Broadway als Theaterstück aufgeführt werden, was jedoch durch Costellos plötzlichen Tod verhindert wurde.

## In der Kunst
- Im Film Verdammt zum Schweigen wird er von Phil Arnold dargestellt.
- Im Film Ghostbusters II wird darüber gesprochen, dass La Guardia als Geist erschienen ist.